# Emil Haussmann
Pour les articles homonymes, voir Hausmann.
Emil Haussmann (11 octobre 1910 – 31 juillet 1947) était un officier allemand SS-Sturmbannführer. Il fit partie de l'Einsatzkommando 12 de l'Einsatzgruppe D qui perpétra l'Holocauste dans les territoires occupés en Ukraine. Haussmann fut inculpé de crimes contre l'humanité dans le procès des Einsatzgruppen en 1947, mais il se suicida en prison avant la sentence.

## Biographie
Fils d'un comptable de Ravensburg, Haussmann rejoint le NSDAP en janvier 1930 à l'âge de 19 ans. En 1937, il rejoint le Sicherheitsdienst (SD) et commande le SD-Oberabschnitt Southwest, basé au Judenreferat de Stuttgart.
Lors de l'invasion de la Pologne, Haussmann fait partie de l'Einsatzgruppe VI en tant que « bras droit » d'Albert Rapp. Erich Naumann, commandant de cet Einsatzgruppe, devint par la suite associé de Haussmann. Après la capitulation polonaise, Haussmann et Rapp dirigent l'Umwandererzentralstelle à Posen. Ce bureau coordonne l'expulsion des Polonais, des Ukrainiens et des Juifs du Reichsgau Wartheland, du Reichsgau Danzig Westpreußen, de l'Est de la Haute-Silésie et de l'Action Zamość.
Haussmann opère dans l'Einsatzkommando 12 lors de l'invasion de l'Union soviétique. 
En 1947, il est l'un des 24 accusés du procès des Einsatzgruppen. Le 29 juillet 1947, il est accusé de crimes contre l'humanité, crimes de guerre et appartenance à une organisation criminelle. Deux jours plus tard, avant sa mise en accusation, Haussmann se suicide dans sa cellule pour éviter tout jugement.